# Pelargonium australe
Pelargonium australe (Willd., 1800) è una pianta appartenente alla famiglia delle Geraniaceae, originaria di Australia e Nuova Zelanda.

## Descrizione
Questa pianta raggiunge in genere i 30 cm di altezza, e le foglie sono cuoriformi. I fiori sono bianchi o rosati ed appaiono in infiorescenze sferiche con fino a 12 fiori.

## Distribuzione e habitat
Pelargonium australe è originaria dell'Australia, dove in particolare la si può trovare in tutti gli stati federati ad eccezione del Territorio del Nord, ed in Nuova Zelanda.

## Coltivazione
Non è una pianta particolarmente delicata e resiste bene al clima rigido.